# Галина Дурмушлийска
Галина Кръстева Дурмушлийска е българска народна певица от Добруджанската фолклорна област. Известна е още като „славеят на Добруджа“ и „гласът на Добруджа“.
Има дългогодишна музикална кариера, която развива не само на националната, но и на международната сцена.
Има топъл и запомнящ се тембър.
Създател на два музикални проекта в Нидерландия – женски хор „Среща“ и смесен хор „Чубрица“.

## Биография
Родена е на 5 юни 1959 г. в с. Ведрина. Завършва хуманитарна гимназия в Добрич. От 1977 г. започва да пее в Ансамбъла за народни песни и танци „Добруджа“, а впоследствие става негов солист. По-късно с Миланка Йорданова и Нелка Петкова пеят в трио „Добруджанка“. Галина Дурмушлийска е една от най-известните народни певци в България, и една от най-обичаните добруджански певици.
След като напуска Държавния ансамбъл в град Добрич, започва дълга самостоятелна кариера във време на която жъне многобройни успехи. Години наред е посланик на добруджанския и български фолклор в западна Европа.
Понастоящем живее в град Котел и се занимава с културен туризъм.
През 2007 година е удостоена със званието Почетен гражданин на град Добрич.
През 2023 година издава нов самостоятелен албум с добруджански народни песни.